# Теглицы
Те́глицы — деревня в Бегуницком сельском поселении Волосовского района Ленинградской области.

## История
Упоминается как деревня Techlitza by в Заможском погосте в шведских «Писцовых книгах Ижорской земли» 1618—1623 годов.
На карте Ингерманландии А. И. Бергенгейма, составленной по шведским материалам 1676 года, она обозначена как деревня Täglits.
На шведской «Генеральной карте провинции Ингерманландии» 1704 года — как деревня Täglitsabÿ.
Как деревня Тягницы — на «Географическом чертеже Ижорской земли» Адриана Шонбека 1705 года.
Как деревня Теплиц упомянута на карте Ингерманландии А. Ростовцева 1727 года.
На карте Санкт-Петербургской губернии Я. Ф. Шмидта 1770 года она обозначена как деревня Теглицы.
Согласно 8-й ревизии 1833 года деревня Теглицы принадлежала наследникам помещицы Липхарт.
Деревня Теглицы, состоящая из 21 крестьянского двора, рядом с усадьбой помещика Пейкара упоминается на карте Санкт-Петербургской губернии Ф. Ф. Шуберта 1834 года.

ТЕГЛИЦЫ — деревня принадлежат жене статского советника Пефта, число жителей по ревизии: 80 м. п., 75 ж. п. (1838 год)

Согласно карте Ф. Ф. Шуберта 1844 года деревня называлась Теглица и также насчитывала 21 двор.
В пояснительном тексте к этнографической карте Санкт-Петербургской губернии П. И. Кёппена 1849 года она записана как деревня Tehlitz oder Tehlitza (Теглицы) и указано количество её жителей на 1848 год: ижоры — 54 м п., 52 ж. п., всего 106 человек, которые относились к православному Бегуницкому Михайловскому приходу.
Согласно 9-й ревизии 1850 года деревня Теглицы принадлежала помещице Анне Николаевне Дубельт.

ТЕКЛИЦЫ — деревня полковника Дубельта, по просёлочной дороге, число дворов — 17, число душ — 55 м. п. (1856 год)

Согласно 10-й ревизии 1856 года деревня Теглицы принадлежала помещику Николаю Леонтьевичу Дубельту.

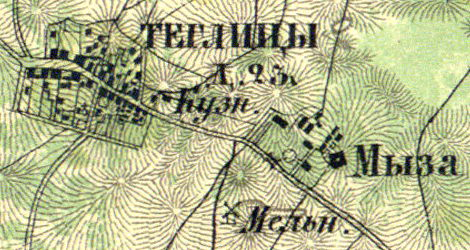
План деревни Теглицы. 1860 год

Согласно «Топографической карте частей Санкт-Петербургской и Выборгской губерний» 1860 года деревня Теглицы состояла из 23 крестьянских дворов, ветряной мельницы и кузни, на восточной окраине деревни располагалась мыза.

ТЕГЛИЦЫ — деревня владельческая при колодце и пруде, по правую сторону Нарвского шоссе в 52 верстах от Петергофа, число дворов — 25, число жителей: 62 м. п., 74 ж. п. (1862 год)

В 1873—1874 годах временнообязанные крестьяне деревни выкупили свои земельные наделы у Н. А. Дубельт и стали собственниками земли.
Сборник Центрального статистического комитета описывал деревню так:

ТЕГЛИЦЫ — деревня бывшая владельческая, дворов — 30, жителей — 171. Часовня, лавка. (1885 год)

В конце XIX века деревня административно относилась к Бегуницкой волости 1-го стана Петергофского уезда Санкт-Петербургской губернии, в начале XX века — 2-го стана.
С 1917 по 1922 год деревня Теглицы входила в состав Теглицкого сельсовета Бегуницкой волости Петергофского уезда.
С 1922 года в составе Местановского сельсовета.
С 1923 года в составе Гатчинского уезда.
В 1926 году население деревни Теглицы составляло 176 человек, большинство русские, а также латыши.
С 1927 года в составе Волосовского района.
По данным 1933 года деревня называлась Тяглицы и входила в состав Местановского сельсовета Волосовского района.

План деревни Теглицы. 1938 год

Согласно топографической карте 1938 года деревня насчитывала 35 дворов. В деревне была церковь.
C 1 августа 1941 года по 31 декабря 1943 года деревня находилась в оккупации.
С 1963 года в составе Кингисеппского района.
С 1965 года вновь в составе Волосовского района. В 1965 году население деревни Теглицы составляло 91 человек.
По данным 1966 года деревня Тяглицы также находилась в составе Местановского сельсовета.
По административным данным 1973 и 1990 годов деревня называлась Теглицы и входила в состав Бегуницкого сельсовета.
В 1997 году в деревне Теглицы проживали 7 человек, в 2002 году — 17 человек (русские — 88 %), в 2007 году — 11.

## География
Деревня расположена в северной части района к востоку от автодороги 41К-014 (Волосово — Керново).
Расстояние до административного центра поселения — 9 км.
Расстояние до ближайшей железнодорожной станции Волосово — 37 км.

## Демография
| 1862 | 2002 | 2007 | 2010 | 2017 |
| ---- | ---- | ---- | ---- | ---- |
| 136  | ↘17  | ↘11  | ↗14  | ↗18  |

### Национальный состав
Согласно данным Всероссийской переписи населения 2021 года в деревне проживали 38 человек, из них:
 русские — 32, армяне — 3, таджики — 2, украинцы — 1 человек.

## Археология и палеогенетика
В курганно-жальничном могильнике Теглицы по результатам полевого обследования зафиксирован 221 погребальный комплекс средневекового времени. Женский убор погребений древнерусского могильника Теглицы включает серебряные головные венчики, щитково-конечные височные кольца, подковообразные фибулы, пластинчатые и витые обрубленноконечные браслеты, овальнощитковые перстни «петербургского» типа. У образцов из могильника Теглицы I определили Y-хромосомные гаплогруппы E1b1b1a1b-V13, у образцов из могильника Теглицы II — к Y-хромосомные гаплогруппы R1a1a1b1a-Z282.